# Regelmatige categorie
In de categorietheorie, een abstract deelgebied van de wiskunde, is een regelmatige categorie een categorie met eindige limieten en coequalizers van kernparen, die voldoen aan zekere exactheids-voorwaarden. Men vangt op die manier in regelmatige categorieën veel eigenschappen van abelse categorieën, zoals het bestaan van beelden, zonder dat er additiviteit is vereist. Ze leggen tegelijkertijd een fundament voor de studie van een deel van de predicatenlogica, die als regelmatige logica bekendstaat.